# Kirumpää
Kirumpää (Duits: Kirrumpäh, Võro: Kiräpää) is een plaats in de Estlandse gemeente Võru vald, provincie Võrumaa. De plaats heeft de status van dorp (Estisch: küla).

## Bevolking
De ontwikkeling van het aantal inwoners blijkt uit het volgende staatje:
| Jaar            | 2000 | 2011 | 2017 | 2019 | 2021 |
| --------------- | ---- | ---- | ---- | ---- | ---- |
| Aantal inwoners | 147  | 169  | 145  | 153  | 148  |

## Ligging
De plaats ligt direct ten noorden van de stad Võru. De rivier Vanajõgi, een zijrivier van de Võhandu, vormt de grens tussen de twee plaatsen. De Võhandu zelf loopt door het dorp en vormt over een korte afstand de grens met het buurdorp Navi.
Op het grondgebied van Kirumpää kruist de Põhimaantee 2, de hoofdweg van Tallinn via Tartu naar de grens met Rusland, de Tugimaantee 64, de secundaire weg van Võru naar Põlva.

## Geschiedenis
Op een strategische plaats, boven op een heuvel aan de oever van de Võhandu, werd in de tweede helft van de 13e eeuw een burcht gebouwd. Wie de burcht bezat, had de controle over de rivieren Võhandu en Vanajõgi en de weg van Dorpat (Tartu) naar Pleskau (Pskov). De burcht werd voor het eerst vermeld in 1322, toen hij door de Litouwse vorst Gediminas werd verwoest. Vermoedelijk was hij gebouwd in opdracht van de bisschop van Dorpat en bedoeld om de grenzen van het bisdom te bewaken. De burcht werd dan ook Bisschopsburcht (Estisch: Kirumpää piiskopilinnus) genoemd. In 1369 namen de Russen de burcht in en staken ze het dorp dat ernaast lag in brand. In 1417 werd in de burcht de vrede tussen de Lijflandse Orde en de Republiek Pskov getekend. In 1558, tijdens de Lijflandse Oorlog, namen de Russen de burcht opnieuw in. In het midden van de 17e eeuw, tijdens de Russisch-Zweedse Oorlog, werd de burcht vernield. In 1784 werd begonnen met de bouw van de stad Võru. De stenen daarvoor kwamen voor een deel uit de ruïnes van de burcht. Als gevolg daarvan is er nog maar heel weinig van de burcht over.
In 1582 werd in de omgeving van de burcht het landgoed Werrohof gesticht, oorspronkelijk onder de naam Ferow. De eerste eigenaar was Reinhold Hörling. Tot in 1749 was het landgoed ondergeschikt aan Waimel (Väimela), daarna was het zelfstandig. In 1784 kocht de Russische staat het landgoed van baron Carl Ludwig von Mengden voor 57.000 roebel, toen besloten was de stad Võru te bouwen. Op dat moment werd het bestuurscentrum van het landgoed verplaatst van het noorden van de huidige stad Võru naar wat nu het dorp Võrumõisa is. Dit was het landgoed waar het dorp Kirumpää onder viel.
Het dorp bij de burcht werd in 1340 voor het eerst genoemd als Kiriempe. Het gebied rond de burcht, inclusief de latere stad Võru, viel oorspronkelijk onder de parochie van Põlva.

## Foto's

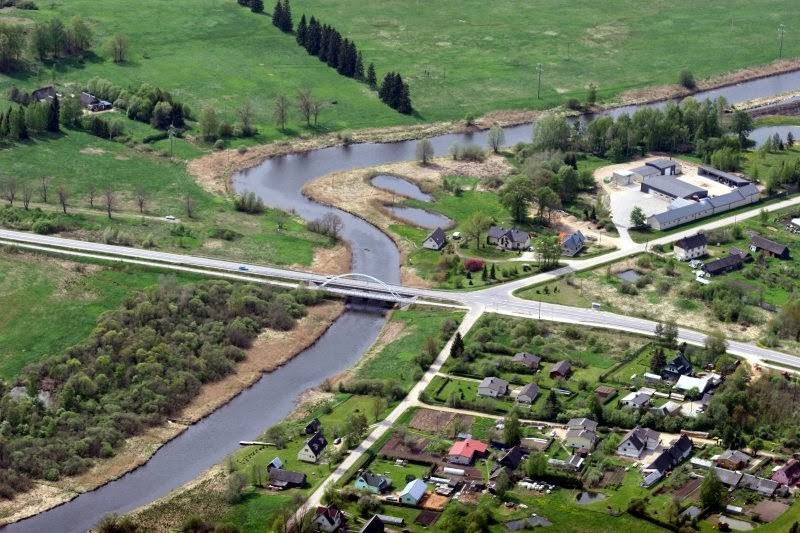
Kirumpää en de Võhandu
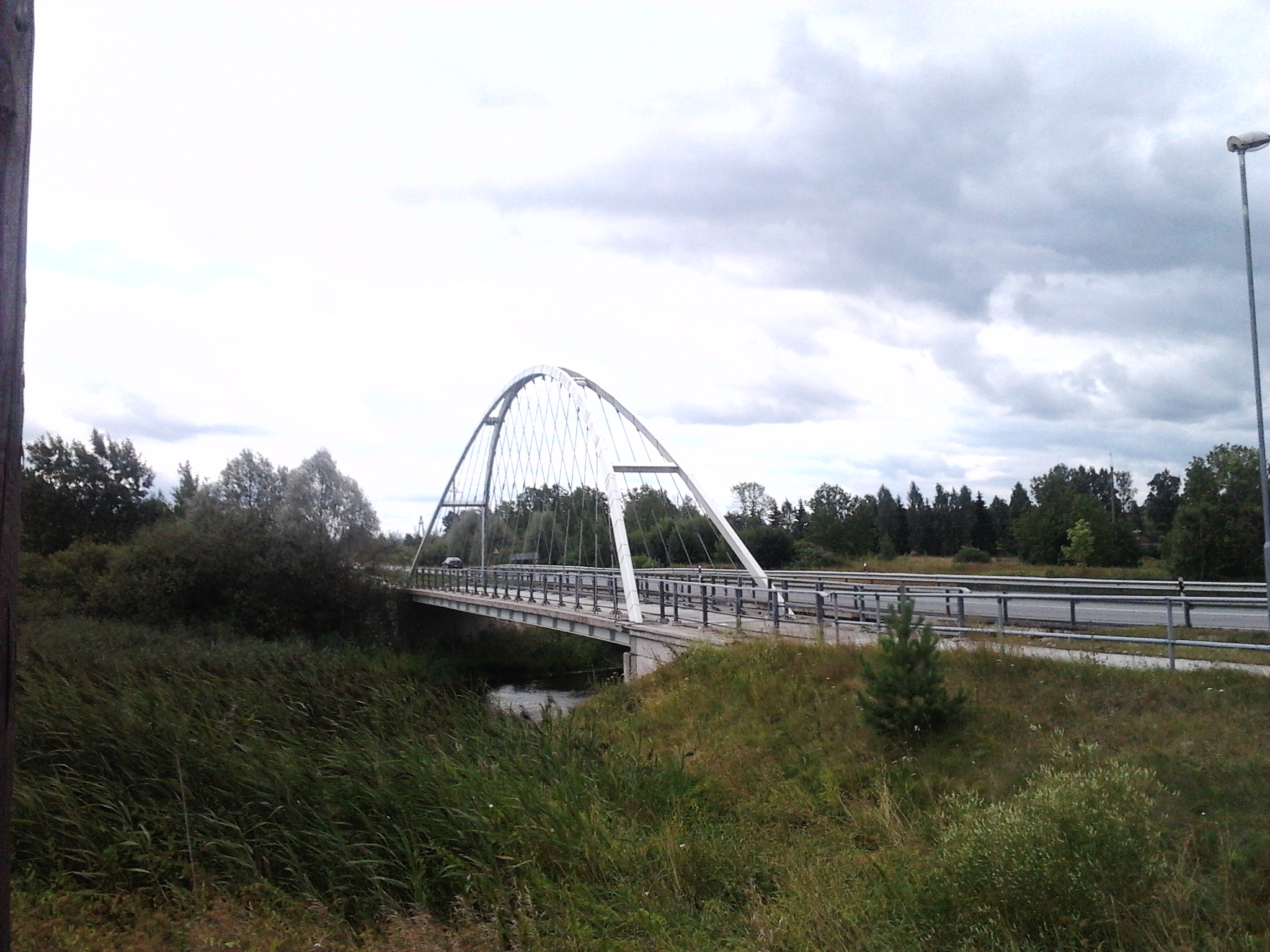
Brug over de Võhandu
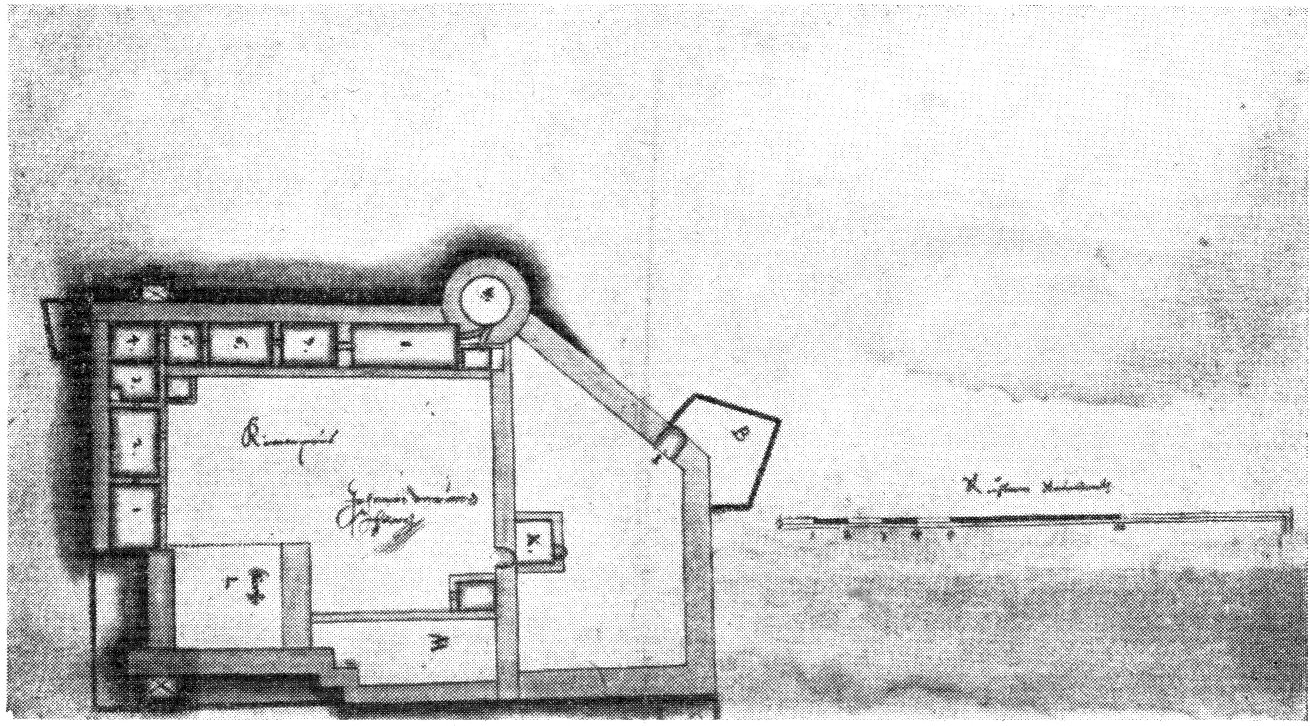
17e-eeuwse plattegrond van de burcht
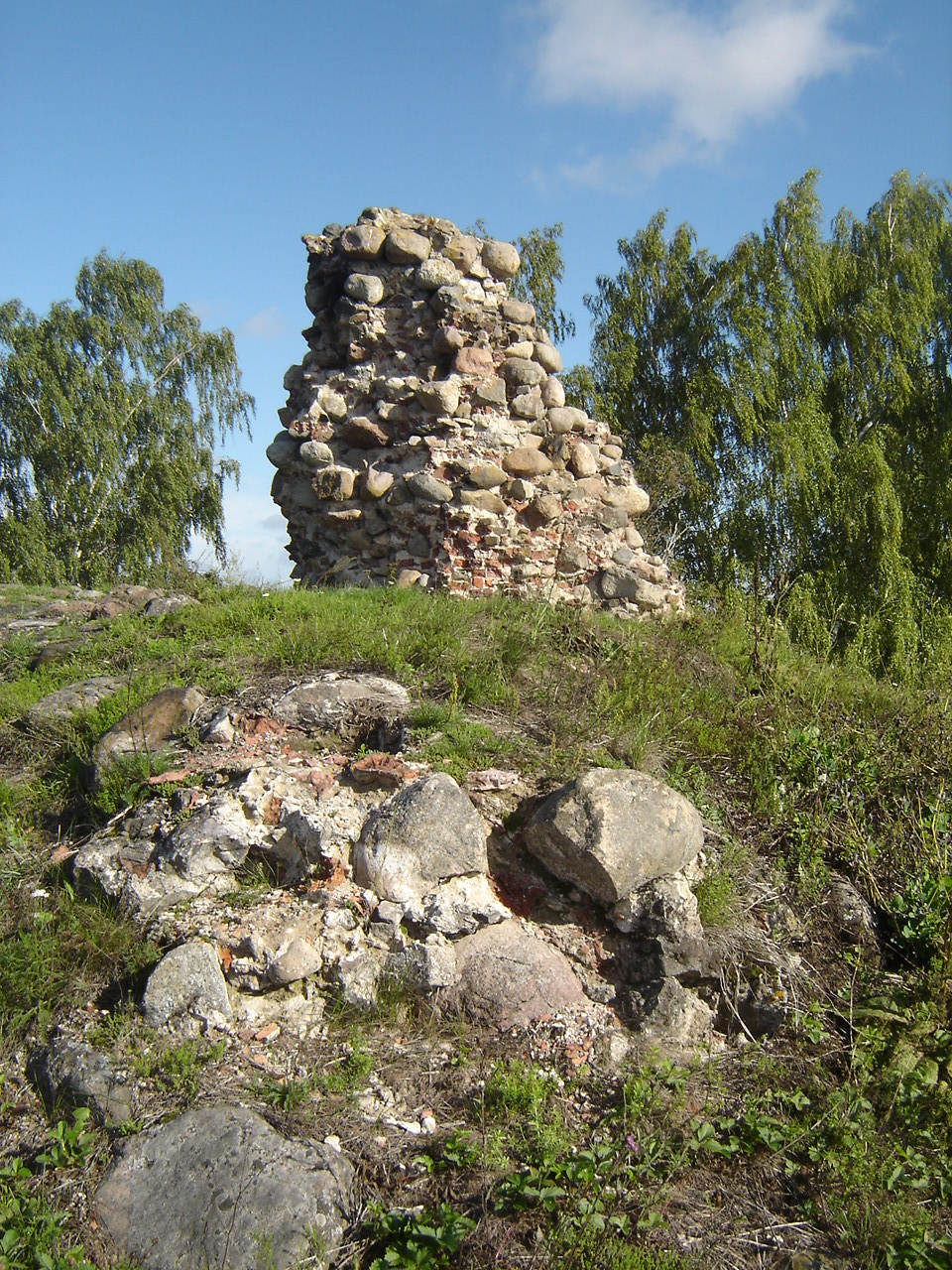
Restant van de burcht
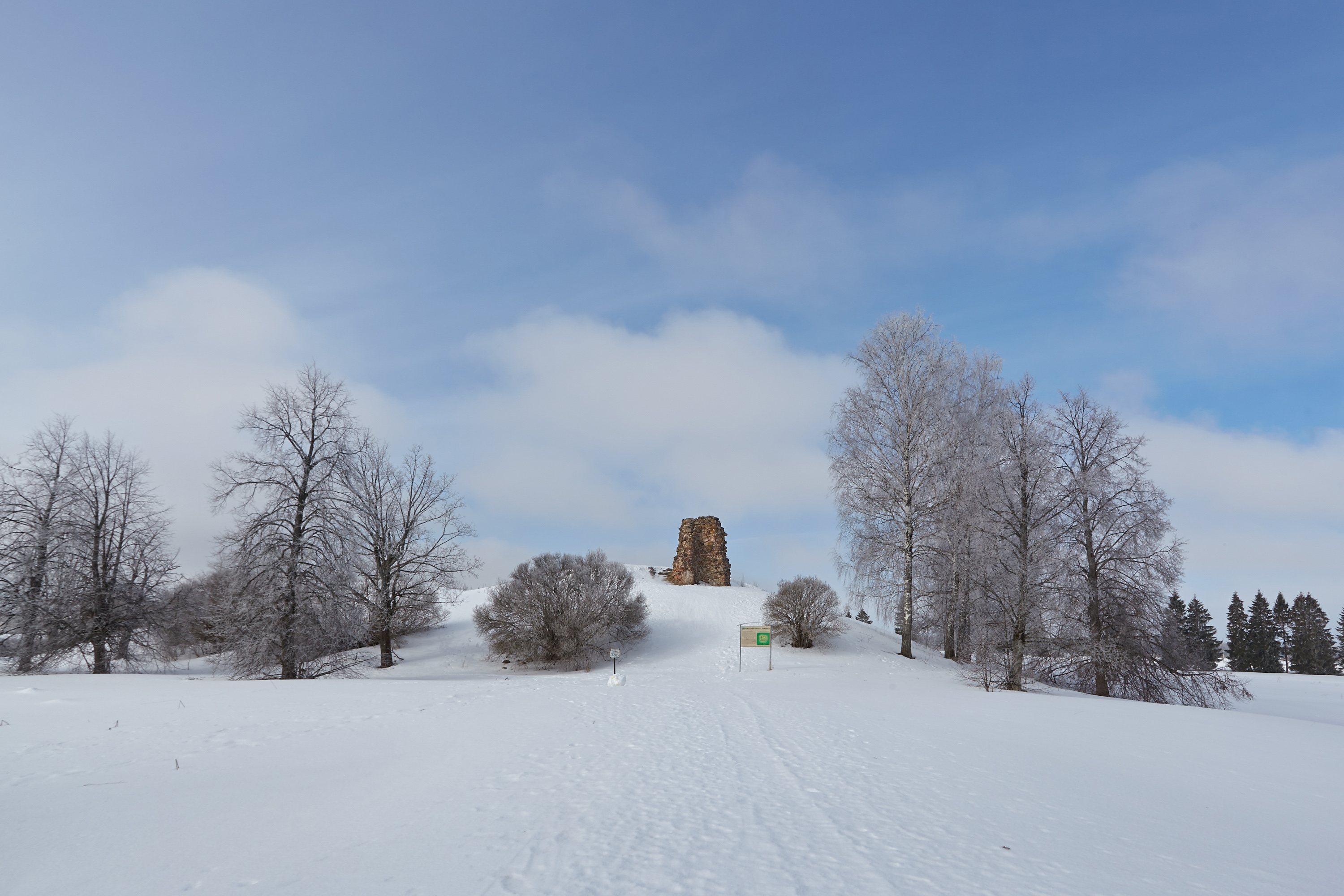
Het landschap bij de burcht in de winter